# Buchholz, Neuwied
Buchholz là một xã thuộc huyện Neuwied, trong bang Rheinland-Pfalz, phía tây nước Đức. Xã Buchholz, Neuwied có diện tích 20,63 km², dân số thời điểm ngày 31 tháng 12 năm 2006 là 4696 người.